# Prats de Lluçanès
Prats de Lluçanès è un comune spagnolo di 2 687 abitanti situato nella comunità autonoma della Catalogna.